# Michele Antonelli
Michele Antonelli (Macerata, 23 maggio 1994) è un marciatore italiano, vincitore nel 2017 della medaglia di bronzo nella marcia 50 km nella Coppa Europa di specialità a Poděbrady e dell'argento nella classifica a squadre.
Detiene la terza prestazione nazionale under 23 all-time della marcia 50 km su strada (3h53'08") dietro ad Alex Schwazer (3h41'54") e Giovanni Perricelli (3h47'14"). È stato il campione italiano assoluto nella 50 km di marcia nel 2016 e 2019 e nella prima storica edizione della 35 km nel 2021.

## Biografia
Ha iniziato a praticare atletica leggera nella sua città natale all'età di 14 anni (categoria Cadetti) nel 2008 con la maglia dell'Atletica AVIS Macerata, in cui resta sino al 2012; nel 2013 passa alla Nuova Podistica Loreto.
Tra il 2014 e la prima parte del 2017 gareggia per l'Atletica Recanati (con la quale nel primo anno di tesseramento ha vinto il titolo italiano assoluto per società di marcia); dal luglio dello stesso anno è tesserato per l'Aeronautica Militare di cui è Aviere Scelto.
Dopo una breve parentesi nel mezzofondo (come capita spesso a molti atleti che poi diventano marciatori), si dedica alla marcia per caso (doveva infatti coprire per l’Atletica AVIS Macerata una gara di “tacco e punta” in un campionato di società).
È allenato da Diego Cacchiarelli ed ha debuttato con la Nazionale assoluta l’11 aprile del 2015 nell'Incontro internazionale di marcia svoltosi a Poděbrady, in Repubblica Ceca.
Atleta di livello medio nelle categorie giovanili, subisce un grave incidente durante un lavoro estivo nel luglio del 2012 (dopo essersi laureato vicecampione italiano juniores indoor nella marcia 5000 m) che lo porta al coma e ad una degenza ospedaliera di oltre un mese. Uscito dall'ospedale, decide di dedicarsi in maniera professionale alla disciplina.
Durante il 2014 conclude al quarto posto in altrettanti campionati promesse: marcia 5000 m indoor, marcia 20 km su strada e marcia 10000 m.
Il 17 maggio del 2015 in Coppa Europa di marcia a Murcia (Spagna), ha concluso 33º sui 20 km di specialità e 7º nella classifica a squadre.
Poi il 10 luglio in Estonia al nono posto nella marcia 20 km di Tallinn per gli Europei under 23.
Ai campionati nazionali dello stesso anno, ha vinto 4 medaglie su potenziali 6 a disposizione: argento promesse nella marcia 20 km su strada (6º assoluto), bronzo under 23 nella marcia 10000 m, bronzo assoluto ed argento promesse nei 50 km su strada.
Il 7 maggio del 2016 gareggia proprio in Italia nella Mondiali a squadre di marcia di Roma chiudendo al 60º posto sui 20 km e 14º nella classifica a squadre.
Poi il 4 giugno in Tunisia ai Mediterranei under 23 di Tunisi è giunto sesto nella marcia 10000 m.
Ai campionati italiani centra la doppietta di titoli assoluto-promesse ai 50 km di marcia su strada e poi si laurea vicecampione nazionale under 23 nei 20 km su strada (4º assoluto).
Il 21 maggio del 2017 in Repubblica Ceca a Poděbrady vince due medaglie nella Coppa Europa di specialità: bronzo nell’individuale dei 50 km di marcia su strada ed argento nella classifica a squadre.
Il 13 agosto dello stesso anno ha partecipato in Gran Bretagna ai Mondiali di Londra in cui non ha portato a termine la gara sui 50 km di marcia.
Il 5 maggio del 2018 prende parte ai Mondiali a squadre di marcia svoltisi in Cina a Taicang, terminando al 14º posto nei 50 km di marcia su strada e 7º nella classifica a squadre.
Il 7 agosto dello stesso anno gareggia in Germania agli Europei di Berlino, ma non conclude la prova nei 50 km di marcia su strada.
Oltre essere il terzo marciatore italiano under 23 di sempre nella 50 km su strada (3:53’08), dal 2015 al 2018 ha chiuso nella top ten italiana stagionale in varie distanze della marcia: sesto posto nei 50 km ed ottavo sia nei 10000 m che nei 20 km ('15); quarto posto nei 50 km e settimo nei 20 km ('16); secondo posto nei 50 km e nono sui 20 km ('17); quinto e primo posto rispettivamente nei 20 e 50 km su strada (‘18); terzo posto nella 50 km e decimo nella 20 km ('19); secondo posto nella 5 km e 7° nella 20 km('20); primo posto nella 35 km, terzo nella 50 km e 10° nella 20 km ('21).
A dicembre 2018 l'atleta sceglie di cambiare guida tecnica scegliendo di farsi allenare da Alessandro Garozzo.
Nel 2019, grazie al 9º posto in Coppa Europa ad Alytus (3h52'09"), si qualifica per i Mondiali di Doha, dove, in una gara con condizioni climatiche difficili, si classifica 16º con il tempo di 4h22'20".
Nel 2020, pur con tutti i problemi legati alla pandemia, nell'unica uscita porta il personale dei 5000 mt in pista ad Ancona a 19'52"35.
Il 18 febbraio 2021 si laurea, all'Università di Urbino, in scienze motorie sportive e della salute. Il 16 maggio conquista, a Podebrady la vittoria con la squadra italiana, nella 50 km precedendo Germania ed Ucraina.
Nel 2021, il 24 ottobre, vince a Grottammare il 1º titolo italiano assoluto nelle nuova distanza degli specialisti del tacco-punta: la 35 km, con un crono di rilievo internazionale, 2h33'40", minimo per i campionati europei di Monaco di Baviera del 2022 (2h35'30"). È il quarto scudetto tricolore, terzo nel settore assoluto.
Nel 2022, il 5 marzo, è 28° a Muscat, ai campionati mondiali a squadre, secondo degli azzurri nella 35 km (2h46'32"), mentre la squadra azzurra chiude al 5º posto. Quindi a Dudince, il 23 aprile, nella tappa del Gold Tour, è 19°, sempre nella 35 km con 2h33'59". Il 21 maggio invece si laurea campione italiano universitario, a Cassino, nella 5 km col personale di 19'41"13.

## Progressione

### Marcia 10000 metri
| Stagione | Tempo    | Luogo    | Data      | Rank. Mond. |
| -------- | -------- | -------- | --------- | ----------- |
| 2019     | 40'27"92 | Macerata | 1-6-2019  |             |
| 2018     | 43'01"53 | Livorno  | 22-4-2018 |             |
| 2017     | 42'59"29 | Orvieto  | 23-4-2017 |             |
| 2016     | 41'24"12 | Macerata | 21-5-2016 |             |
| 2015     | 43'03"78 | Rieti    | 12-6-2015 |             |
| 2014     | 43'38"17 | Macerata | 10-5-2014 |             |
| 2013     | 44'14"39 | Fabriano | 13-4-2013 |             |
| 2012     | 45'31"12 | Macerata | 19-5-2012 |             |
| 2011     | 46'14"40 | Macerata | 10–9-2011 |             |

### Marcia 20 km
| Stagione | Tempo    | Luogo       | Data       | Rank. Mond. |
| -------- | -------- | ----------- | ---------- | ----------- |
| 2024     | 1h21'18" | Antalya     | 21-4-2024  |             |
| 2023     | 1h22'57" | Tilburg     | 1-10-2023  |             |
| 2022     | 1h24'09" | La Coruña   | 28-5-2022  |             |
| 2021     | 1h24'56" | Montreuil   | 19-9-2021  |             |
| 2020     | 1h24'49" | Grottammare | 25-10-2020 |             |
| 2019     | 1h24'53" | Cassino     | 24-3-2019  |             |
| 2018     | 1h23'19" | Roma        | 4-3-2018   |             |
| 2017     | 1h25'07" | Cassino     | 26-3-2017  |             |
| 2016     | 1h23'55" | Cassino     | 20-3-2016  |             |
| 2015     | 1h25'14" | Cassino     | 29-3-2015  |             |
| 2014     | 1h31'00" | Grottammare | 19-10-2014 |             |
| 2013     | 1h35'21" | Grottammare | 20-10-2013 |             |

### Marcia 50 km
| Stagione | Tempo    | Luogo     | Data       | Rank. Mond. |
| -------- | -------- | --------- | ---------- | ----------- |
| 2019     | 3h52'09" | Alytus    | 19-5-2019  |             |
| 2018     | 3h53'00" | Taicang   | 5-5-2018   | 27º         |
| 2017     | 3h49'07" | Poděbrady | 21-5-2017  | 18º         |
| 2016     | 3h53'08" | Andernach | 8-10-2016  | 50º         |
| 2015     | 4h04'06" | Andernach | 10-10-2015 | 105º        |

## Palmarès
| Anno | Manifestazione   | Sede    | Evento         | Risultato | Prestazione | Note   |
| ---- | ---------------- | ------- | -------------- | --------- | ----------- | ------ |
| 2015 | Europei U23      | Tallinn | Marcia 20 km   | 9º        | 1h27'17"    | [ 8 ]  |
| 2016 | Mediterraneo U23 | Tunisi  | Marcia 10000 m | 6º        | 41'47"10    | [ 9 ]  |
| 2017 | Mondiali         | Londra  | Marcia 50 km   | dnf       | dnf         | [ 10 ] |
| 2018 | Europei          | Berlino | Marcia 50 km   | dnf       | dnf         | [ 11 ] |
| 2019 | Universiadi      | Napoli  | Marcia 20 km   | dq        | dq          |        |
| 2019 | Mondiali         | Doha    | Marcia 50 km   | 16º       | 4h22'20"    |        |
| 2022 | Europei          | Monaco  | Marcia 35 km   | dq        | dq          |        |

## Campionati nazionali
- 2 volte campione nazionale assoluto della marcia 50 km (2016, 2019)
- 1 volta campione nazionale assoluto della marcia 5 km (2022)
- 1 volta campione nazionale assoluto della marcia 35 km (2021)
- 1 volta campione nazionale promesse della marcia 50 km (2016)

2009
- 9º ai campionati italiani cadetti (Desenzano del Garda), marcia 4000 m - 19'30"73 [12]

2010
- 6º ai campionati italiani allievi indoor (Ancona), marcia 5000 m - 25'40"62 [13]
- 9º ai campionati italiani allievi (Rieti), marcia 5000 m - 24’04”98[14]
- In finale al campionato italiano di marcia 10 km su strada (Grottammare) - ASS[15]

2011
- 5º ai campionati italiani allievi indoor (Ancona), marcia 5000 m - 23'33"89 [16]
- 4º ai campionati italiani allievi (Rieti), marcia 5000 m - 22’11”10[17]
- In finale al campionato italiano di marcia 10 km su strada (Grottammare) - ASS[18]

2012
- Argento ai campionati italiani juniores indoor (Ancona), marcia 5000 m - 21'52"97 [19]
- 4º ai campionati italiani juniores (Misano Adriatico), marcia 10000 m - 46'59"13[20]
- 18º ai campionati italiani assoluti (Bressanone), marcia 10 km - 47'24"[21]

2013
- In finale ai campionati italiani juniores (Rieti), marcia 10000 m - dnf[22]

2014
- 4º ai campionati italiani promesse indoor (Ancona), marcia 5000 m - 21'34"99 [23]
- 9º al campionato italiano dei 20 km di marcia su strada (Locorotondo) - 1h33'12" (assoluti)[24]
- 4º al campionato italiano dei 20 km di marcia su strada (Locorotondo) - 1h33'12" (promesse)[24]
- 4º ai campionati italiani promesse (Torino), marcia 10000 m - 44'17"11[25]

2015
- Bronzo ai campionati italiani dei 50 km di marcia su strada (Riposto) - 4h16'21" (assoluti)[26]
- Argento ai campionati italiani dei 50 km di marcia su strada (Riposto) - 4h16'21" (promesse)[26]
- In finale ai campionati italiani promesse indoor (Ancona), marcia 5000 m - dq[27]
- 6º al campionato italiano dei 20 km di marcia su strada (Cassino) - 1h25'14"  (assoluti)[28]
- Argento al campionato italiano dei 20 km di marcia su strada (Cassino) - 1h25'14" (promesse)[28]
- Bronzo ai campionati italiani promesse (Rieti), marcia 10000 m - 43'03”78 [29]

2016
- In finale ai campionati italiani promesse indoor (Ancona), marcia 5000 m - dq[30]
- Oro al campionato italiano dei 50 km di marcia su strada (Catania) - 3h56'57" (assoluti)[31]
- Oro al campionato italiano dei 50 km di marcia su strada (Catania) - 3h56'57" (promesse)[31]
- 4º al campionato italiano dei 20 km di marcia su strada (Cassino) - 1h23'55"  (assoluti)[32]
- Argento al campionato italiano dei 20 km di marcia su strada (Cassino) 1h23'55" (promesse)[32]
- 5º ai campionati italiani assoluti (Rieti), marcia 10 km - 42'54" [33]

2017
- 8º al campionato italiano dei 20 km di marcia su strada (Cassino) - 1h25'07" [34]

2018
- 5º al campionato italiano dei 20 km di marcia su strada (Roma) - 1h23'19" [35]

2024
- Bronzo ai campionati italiani assoluti di marcia 20 km (Frosinone), marcia 20 km - 1h24'16"
- Argento ai campionati italiani assoluti (La Spezia), marcia 10 km - 40'06"

## Altre competizioni internazionali
2015
- 33º nella Coppa Europa di marcia ( Murcia), marcia 20 km - 1h28'17"[36]
- 7º nella Coppa Europa di marcia ( Murcia), a squadre - 71 p.[37]

2016
- 60º ai Mondiali a squadre di marcia ( Roma), marcia 20 km - 1h25'11"[38]
- 14º ai Mondiali a squadre di marcia ( Roma), a squadre - 160 p.[39]

2017
- Bronzo nella Coppa Europa di marcia ( Poděbrady), marcia 50 km - 3h49'07" [40]
- Argento nella Coppa Europa di marcia ( Poděbrady), a squadre - 16 p.[40]

2018
- 14º ai Mondiali a squadre di marcia ( Taicang), marcia 50 km - 3h53'00" [41]
- 7º ai Mondiali a squadre di marcia ( Taicang), a squadre - 76 p.[42]